# 高阳 (教育家)
高阳（1892年2月20日—1943年7月6日），字践西，江苏无锡人，教育家。
高阳早年先后就读于吴淞中国公学、苏州东吴大学，后赴美国留学，获康奈尔大学文科硕士学位。1917年返回国内，担任过国立暨南大学教授、商科主任，中国公学大学部教授、总务主任、教务主任，后创办私立无锡中学。1928年起，任江苏省立民众教育学院（后改为江苏省立教育学院）院长。抗日战争期间学校迁往桂林。1942年，出任广西大学校长。1943年3月因病辞免，同年7月逝世。